# Traisental Schnellstraße
De Traisental Schnellstraße of S34 is een geplande Oostenrijkse autoweg. De 9 kilometer lange S34 zal St. Pölten via knooppunt Schwadorf van de A1 tot Wilhelmsburg lopen. In juni 2021 werd beslist dat de weg anders aangelegd zal worden.
Autobahnen: A1 · A2 · A3 · A4 · A5 · A6 · A7 · A8 · A9 · A10 · A11 · A12 · A13 · A14 · A21 · A22 · A23 · A24 · A25 · A26
Schnellstraßen: S1 · S2 · S3 · S4 · S5 · S6 · S7 · S8 · S10 · S16 · S18 · S31 · S33 · S34 · S35 · S36 · S37